# Гамов, Павел Васильевич

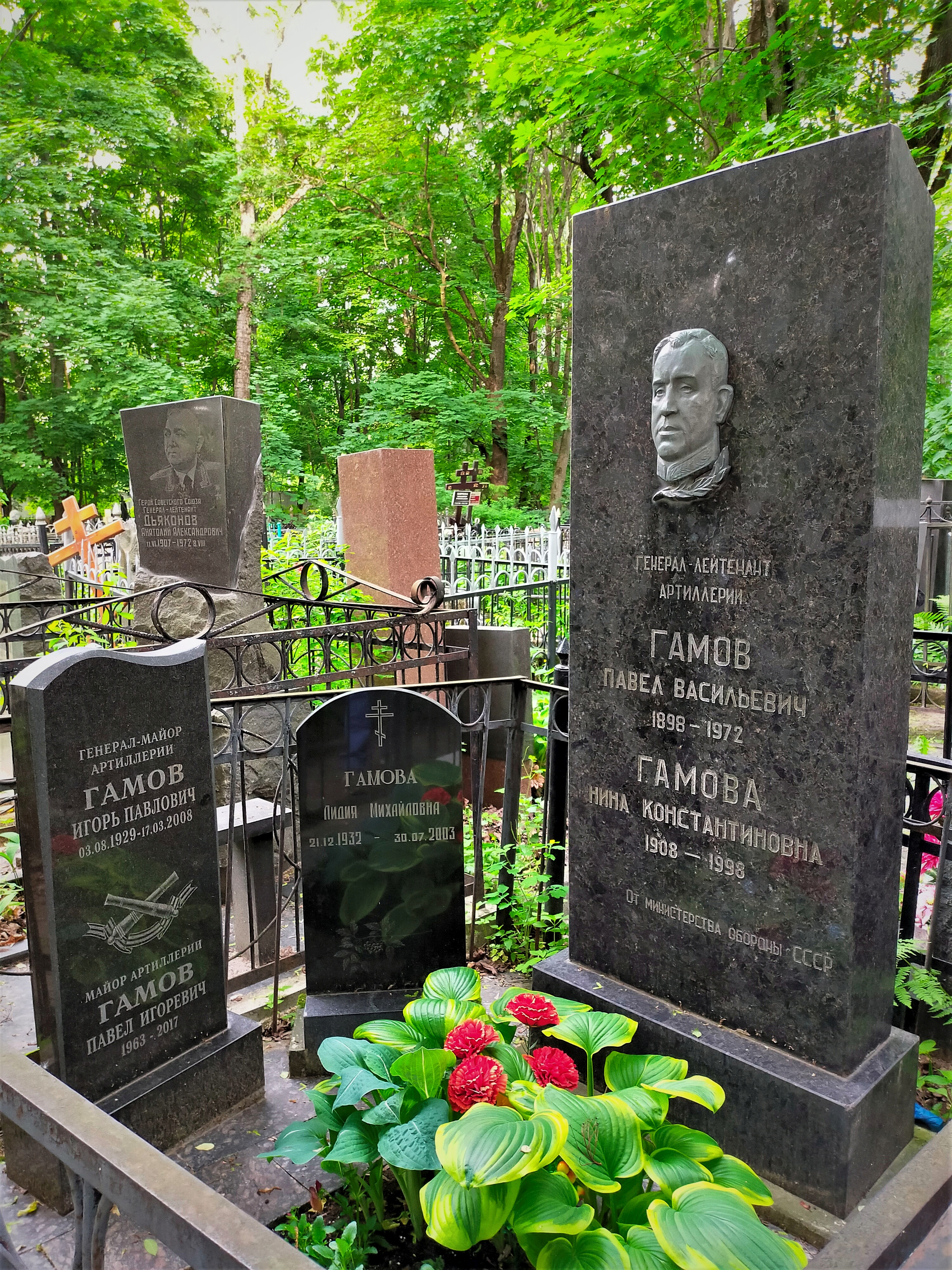
Семейное захоронение Гамовых на Введенском кладбище

Павел Васильевич Гамов — советский военный и государственный деятель, генерал-лейтенант.

## Биография
Родился в 1898 году в Александрове. Член КПСС.
Участник Первой мировой войны и Гражданской войны.
Участник советско-финской войны, командир 14-го гаубичного полка
Участник Великой Отечественной войны: начальник Управления кадров артиллерии Красной армии
С 1950 года в отставке.
Умер в 1972 году в Москве.

## Награды
- Орден Ленина (1945)
- Орден Красного Знамени (1944, 1948)
- Орден Кутузова II степени (1944)
- Орден Суворова II степени (1945)
- Орден Отечественной войны I степени (1944)
- Орден Красной Звезды (1940, 1942
- Орден Virtuti Militari 5 степени